# ビスマス
ビスマス（英語: bismuth [ˈbɪzməθ]）あるいは蒼鉛（）は、原子番号83の元素。元素記号は Bi（ラテン語: Bismuthumから）。第15族元素の一つ。

## 名称
日本名は蒼鉛（）。
ビスマスのドイツ語 Wismut は、1472年に与えられたザクセン州シュネーベルクの草原 (Wiese) の採掘許可権 (Mutung) から生まれた語 Wiesemutung に由来する。当時ビスマスは、アンチモン、錫、亜鉛などと混同されていた。

## 特徴

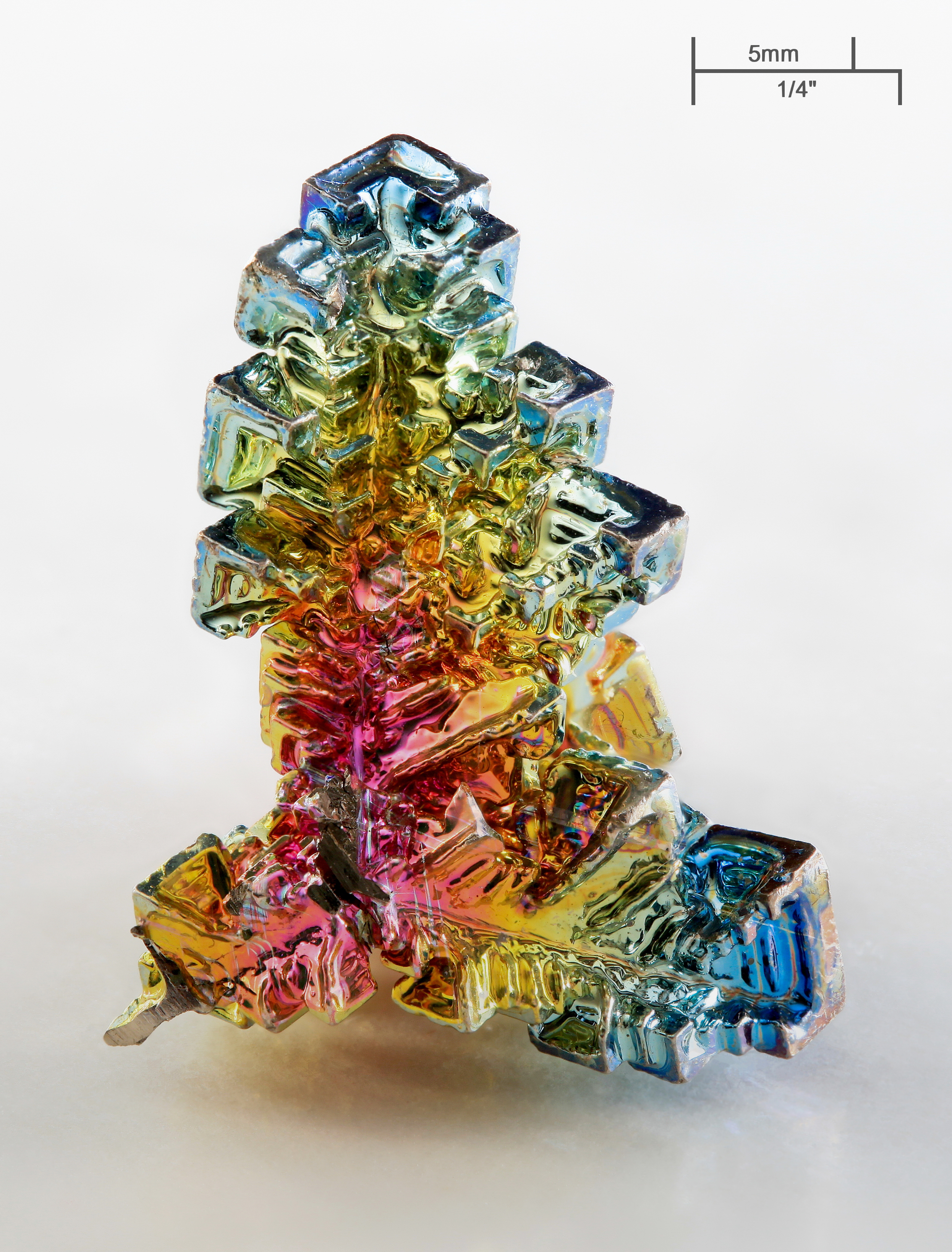
人工的に作ったビスマスの結晶。酸化膜による構造色と、骸晶による特徴的な形状から、観賞用として市販されている。

淡く赤みがかった銀白色の金属で、柔らかく脆い。結晶は虹色を示すことがあるが、これは表面の酸化膜で光が干渉することによる構造色であり、ビスマス単体の色ではない。半金属に分類される場合もあり、電気伝導性や熱伝導性は高くない。融点は271.3 °Cと低い。
常温で安定に存在し、凝固すると体積が増加する。ビスマス化合物には医薬品の材料となるものがあり、他の窒素族元素（ヒ素やアンチモン）の化合物に毒性が強いものが多いことと対照的である。
また、常温で強い反磁性を示すため、ビスマスを乗せた皿を水の上に浮かせるなど摩擦係数を減らしたものに強力な磁石を近づけると、反発し動くことを確認できる。

## 産出
天然には硫化物（輝蒼鉛鉱）として主に産出するが、自然蒼鉛として単体での産出も知られている。鉱工業上はこれらの鉱物ではなく、主に鉛、モリブデン、タングステン精錬の副産物として生産される。18世紀にフランスのクロード・F・ジョフロアにより、単体であることが確認された。

### ビスマス鉱石
ビスマス鉱石を構成する鉱石鉱物には、次のようなものがある。
- 自然蒼鉛（自然ビスマス）(Bi)
- 輝蒼鉛鉱（輝ビスマス鉱）(Bi2S3)
- 蒼鉛土（ビスマイト）(Bi2O3)

日本ではビスマス単産の鉱山は無く、恵比寿鉱山（タングステン）、足尾鉱山（銅）などで副産物としてビスマスが生産された。

## 用途
医薬品（整腸剤）の原料として、日本薬局方に収載されている。
単体のビスマスと他の金属（カドミウム、錫、鉛、インジウムなど）との合金は、それぞれの金属単体より低い融点となる。このため、鉛フリーはんだに添加されたり、あるいはより低温で溶けるウッド合金のような低融点合金に使われる。また、ビスマスは大きな熱電効果を示す物質であり、特にテルルとの合金は熱電変換素子として実用化されている。
化合物としては、銅酸化物高温超伝導体の1成分としても用いられ、ビスマスを含む超伝導物質はしばしばビスマス系高温超伝導物質、または単にビスマス系と呼ばれる。
上記以外にも、高比重・低融点で比較的柔らかく無害であることから鉛の代替として注目され、散弾や釣り用の錘、鉛・カドミウムの代替として黄銅への添加剤、ガラスの材料などとしても用いられる。

## 同位体
天然に存在するビスマスの同位体は全て放射性同位体である。主要な同位体である 209Bi は長らく安定同位体とされてきたが、理論的計算に基づいて不安定である可能性が指摘されていた。2003年、精密な測定で非常に長い半減期を持つ放射性同位体であることが判明し、最重安定同位体の地位を鉛 (208Pb) に譲ることとなった。
209Bi はごくわずかにα崩壊により崩壊するが、その半減期は2003年に測定された値で (1.9 ± 0.2) × 1019 年（≒ 1700京〜2100京年）である。この値は現在の宇宙年齢の9桁以上も長い。
その他にも、半減期は短いが自然界には5つの同位体が存在する。いずれも、壊変系列の崩壊過程によって発生する同位体である。ウラン233の崩壊過程でできるビスマス213はα崩壊核種であり、α線を用いたがんの治療に期待されている（Actimab-B TM）。

## ビスマスの化合物
収斂作用を持つビスマスの化合物は、腸粘膜のタンパク質と結合して被膜を作り炎症を起こした粘膜への刺激を和らげる効果があり、整腸剤として利用される。
- 酸化ビスマス(III) (Bi2O3) - 整腸剤
- 次没食子酸ビスマス（英語版） (C7H5BiO6) - 整腸剤（日本薬局方収載）
- 輝蒼鉛鉱 (Bi3S3)
- 塩化酸化ビスマス (BiOCl) - 化粧品、パール塗料の原料。
- 次硝酸ビスマス (Bi5O(OH)9(NO3)4) - 整腸剤（日本薬局方収載）
- 次サリチル酸ビスマス - 整腸剤
- 炭酸酸化ビスマス(III) - 整腸剤
- チタン酸ビスマスナトリウム ((Bi1/2Na1/2)TiO3)